# اخبارالطوال
اَخبارُالطّوال کتابی نوشته ابوحنیفه دینوری، شامل رویدادهای اجتماعی، نظامی و سیاسی ایران، به ویژه در ابتدای سده ۲ و سده ۳ق است.
دینوری خود گواه بسیاری از مطالب نوشته‌شده خویش بوده‌است و این امر به اهمیت کتاب می‌افزاید. اخبارالطوال در مورد سازمان‌ها و تشکیلات سده‌های نخستین اسلامی، به ویژه مسائل قابل توجه تقسیمات کشوری به خوبی روشنگری می‌کند. همچنین به دلیل اینکه دینوری آگاهی‌ها و دانش دوران کودکی و جوانی را در ایران فرا گرفت و در رشته‌های هندسه، حساب و … نزد بزرگان اصفهان به مرتبه دلخواه رسید؛ برداشت‌های دقیقی با دیدگاه یک حسابدار خبره در اثر خود داشته‌است.
نخستین ترجمه از اخبار الطوال را آقای صادق نشات در سال ۱۳۴۶ صورت داده است.

## درون‌مایه
کتاب اخبارالطوال را می‌توان به سه بخش تقسیم کرد:
- بخش نخست شامل مطالبی در مورد آدم و فرزندان او و پیامبرانی همچون ادریس، نوح، هود، ابراهیم و اسماعیل و بنی‌اسرائیل و پادشاهی داوود و سلیمان تا پیدایش عیسی است.
- بخش دوم که آمیخته با بخش اول است و جداگانه ترتیب نشده‌است، شامل سرگذشت پادشاهان ایران، روم و یمن می‌باشد و از جمشید و پیروزی ضحاک(بیور اسب) بر او و منوچهر، کیقباد، گشتاسب، بهمن، دارا، اسکندر و ملوک‌الطوایف و سپس ساسانیان تا فروپاشی ایشان سخن گفته‌است. او به برخی رویدادهای جنبی مانند خروج بهرام چوبین، بلقیس ملکه سبا و نمرود اشاره کرده‌است.
- بخش تاریخ اسلام که با پیکارهای اعراب و ایرانیان در دوره خلافت عمر آغاز و به پایان خلافت معتصم(۲۲۷ق) ختم می‌شود.